# Trentepohlia (Mongoma) choprai
Trentepohlia (Mongoma) choprai is een tweevleugelige uit de familie steltmuggen (Limoniidae). De soort komt voor in het Oriëntaals gebied.